# Final Fantasy
Final Fantasy (яп. ファイナルファンタジー Файнару Фантадзи:, Последняя фантазия) — серия компьютерных игр, созданная геймдизайнером Хиронобу Сакагути, а также торговая марка, основанная на этой серии и принадлежащая японской компании Square Enix (в прошлом Square). Основной составляющей торговой марки являются фэнтезийные и научно-фантастические ролевые игры, но, кроме этого, бренд Final Fantasy включает кинофильмы, аниме, журналы и другие сопутствующие товары. Первая игра серии разрабатывалась в 1987 году маленькой студией Square, состоявшей всего из нескольких человек и находившейся в тяжёлом материальном положении, а название серии намекает, что это был их последний шанс выстоять. Но выпущенный ими продукт оказался весьма успешным и привёл к появлению многих сиквелов. Ранние игры Final Fantasy были исключительно ролевыми (в японском понимании жанра), однако впоследствии под этим названием стали появляться тактические ролевые игры, ролевые игры с элементами экшн, массовые многопользовательские ролевые онлайн-игры и даже гонки.
Номерные части Final Fantasy сюжетно не связаны друг с другом: действие игр происходит в разных вымышленных мирах и описывает приключения разных героев, при том, что некоторые элементы, такие как имена второстепенных персонажей, игровая механика и характерные музыкальные темы, часто остаются неизменными. Сюжет, как правило, повествует о группе молодых людей, которые объединились в команду для борьбы с великим злом и путешествуют ради спасения мира. За редким исключением, сюжет всех частей линеен: выбор игрока никак не влияет на его развитие. Все игры насыщены отсылками к истории, языкам и мифологии различных культур.
Серии всегда сопутствовал коммерческий успех, на 2023 год совокупные продажи всех игр серии превысили 180 миллионов копий. В 2006 году торговой марке Final Fantasy за выдающиеся заслуги присудили премию Walk of Game, а в игровой Книге рекордов Гиннесса по состоянию на 2008 год зафиксированы семь мировых достижений. Серия славится, прежде всего, инновационными технологиями, передовыми разработками в области визуализации и музыки, широким использованием революционной для 1990-х годов технологии FMV, фотореалистичными моделями персонажей и оркестровыми саундтреками Нобуо Уэмацу. Играм Final Fantasy отводится центральная роль в популяризации традиционных японских ролевых игр на западе.

## Состав
Первая часть серии Final Fantasy была выпущена 18 декабря 1987 года, однако, следующие игры, приписанные авторами к этой линейке, не являются прямыми продолжениями первоисточника, представляя собой скорее отдельные эпизоды, объединённые лишь некоторыми концептуальными принципами, нежели сюжетом, сеттингом или персонажами. По мере развития компании Square, стали появляться различные спин-оффы, побочные малобюджетные игры, не относящиеся к основной серии, но выполненные в том же стиле. Будучи изначально японскими, многие из частей ныне локализированы для рынков Северной Америки, Европы и Австралии; существуют версии как для консолей, так и для персональных компьютеров, с развитием сотовой связи всё чаще разрабатываются версии для мобильных телефонов. Старые игры регулярно переиздаются для платформ новых поколений, часто с улучшенной графикой и дополнительным содержанием.

### Основная серия
| 1987 | Final Fantasy            |
| 1988 | Final Fantasy II         |
| 1989 |                          |
| 1990 | Final Fantasy III        |
| 1991 | Final Fantasy IV         |
| 1992 | Final Fantasy V          |
| 1993 |                          |
| 1994 | Final Fantasy VI         |
| 1995 |                          |
| 1996 |                          |
| 1997 | Final Fantasy VII        |
| 1998 |                          |
| 1999 | Final Fantasy VIII       |
| 2000 | Final Fantasy IX         |
| 2001 | Final Fantasy X          |
| 2002 | Final Fantasy XI         |
| 2003 |                          |
| 2004 |                          |
| 2005 |                          |
| 2006 | Final Fantasy XII        |
| 2007 |                          |
| 2008 |                          |
| 2009 | Final Fantasy XIII       |
| 2010 | Final Fantasy XIV (2010) |
| 2011 |                          |
| 2012 |                          |
| 2013 |                          |
| 2014 |                          |
| 2015 |                          |
| 2016 | Final Fantasy XV         |
| 2017 |                          |
| 2018 |                          |
| 2019 |                          |
| 2020 |                          |
| 2021 |                          |
| 2022 |                          |
| 2023 | Final Fantasy XVI        |

Final Fantasy I для приставки Famicom появилась на прилавках Японии в 1987 году, тремя годами позже была адаптирована для потребителей США, будучи впоследствии портированной на MSX 2, WonderSwan Color, PlayStation, PSP, GameBoy Advance и мобильные телефоны. В центре истории — поход четырёх «воинов света» в их борьбе со «стражами Хаоса». Игра, сама неся в себе многие геймплейные заимствования из стартовавших ранее серий Dragon Quest и Wizardry, заложила основы жанра JRPG. Final Fantasy II вышла в 1988 году эксклюзивно для Японии, с сюжетом, разворачивающимся вокруг участия четвёрки героев в сопротивлении против завоевания мира тираничной империей. Во второй части впервые появились многие традиционные элементы серии, такие как ездовая птица чокобо и сквозной персонаж Сид. Подобно предшественнице, она тоже была портирована для различных игровых систем. Final Fantasy III завершила череду 8-битных игр, её сценарий описывает судьбу четырёх сирот, случайно столкнувшихся с магическим кристаллом, который даёт им силу и объясняет предназначение — спасти мир. Здесь впервые появилась система профессий, призываемые существа и муглы. Третья часть не снискала большого успеха среди критиков и не издавалась нигде, кроме Японии, вплоть до 2006 года, когда появился полномасштабный ремейк для портативного устройства Nintendo DS.
Три игры серии были разработаны для приставки четвёртого поколения, Super Famicom, и позже переизданы для других платформ. Final Fantasy IV появилась в продаже в Японии и США в 1991 году, с разницей в четыре месяца, причём в Северной Америке под названием Final Fantasy II. Основной сюжет — история тёмного рыцаря, служившего агрессивной милитаристской державе, но ставшего паладином для борьбы со злым колдуном. В четвёртой части разработчики отказались от прежней идеи «четырёх героев на все руки» — теперь стали доступны 12 уникальных персонажей (максимум 5 в отряде), каждый со своим набором умений. Помимо этого, в игре впервые представлена популярная боевая система Active Time Battle, когда враги атакуют, не дожидаясь хода игрока. Final Fantasy V вышла в 1992 году только в Японии, так как продюсеры Square сочли её слишком сложной и необычной для западного игрока. Сюжет повествует о приключениях четвёрки друзей в двух (впоследствии соединившихся) мирах в попытках спасти оба мира от пробудившегося злого духа. В поддержку пятой части, в которой использовалась серьёзно доработанная система профессий из Final Fantasy III, был снят аниме-сериал Final Fantasy: Legend of the Crystals. Final Fantasy VI вышла в 1994 году в Японии и США, из-за нарушения нумерации северо-американская версия вновь получила название, отличное от оригинального — Final Fantasy III. Главную роль в ней играет большая компания друзей, объединившихся, чтобы помешать попыткам амбициозной империи нарушить мировую гармонию. Появилась новая, намного более гибкая, чем в предыдущих играх серии, система развития персонажей, построенная на использовании мистических существ «эсперов»; шестая часть до сего момента лидирует по количеству игровых персонажей — играть можно четырнадцатью разными героями.
Следующие три игры основной линейки вышли для приставки PlayStation. При производстве Final Fantasy VII, выпущенной в 1997 году, разработчики отказались от привычных двухмерных спрайтов в пользу трёхмерной графики, с полигональными персонажами, перемещающимися по заранее отрендеренным локациям. В этой игре группа друзей противостоит алчной энергетической корпорации, позже сталкиваясь с действительной угрозой человечеству — непобедимым инопланетным существом. Стилистически сеттинг стал более современным, уходя от жанра фэнтези ближе к научной фантастике, кроме того, седьмая часть стала первой игрой серии, официально изданной в Европе и портированной для ПК. В Final Fantasy VIII, вышедшей в 1999 году, описывается путешествие группы молодых наёмников, пытающихся остановить злую ведьму, намеренную произвести сжатие времени — глобальный процесс, исход которого неизвестен. В восьмой части впервые в серии использованы модели персонажей с реалистичными пропорциями, а не «тиби», как в предыдущих играх (в Final Fantasy VII пропорциональные модели присутствуют только в боях). Годом позже была выпущена Final Fantasy IX — герои пытаются остановить войну, развязанную честолюбивой королевой, но в итоге сталкиваются с попыткой поглощения их мира другим, чуждым. Здесь разработчики решили обратиться к корням серии, создав более традиционный, чем в предыдущих трёх играх, вымышленный мир в фэнтези-антураже.
Шестое поколение приставок для «Последней фантазии» открылось в 2001 году игрой Final Fantasy X, которая, как и две следующих части, вышла под консоль PlayStation 2. Главный герой истории попадает в далёкое будущее своего мира и пытается защитить его от враждебного существа, известного как «Грех» (англ. Sin). Авторы десятой части отказались от заранее отрендеренных фонов — она впервые в серии стала полностью трёхмерной; кроме того, в ней впервые были озвучены все сюжетные диалоги. Final Fantasy XI появилась в 2002 году для PlayStation 2 и ПК, позже для Xbox 360. В отличие от всех остальных игр серии, одиннадцатая часть — многопользовательская онлайн-игра, в которой одновременно могут участвовать тысячи игроков. Оформивший подписку на Final Fantasy XI игрок обследует мир Вана’диэль, наращивая уровень, получая боевые классы и выполняя квесты. Это первая игра серии, в которой традиционные пошаговые битвы и случайные встречи с монстрами были заменены боями в реальном времени. Final Fantasy XII вышла в 2006 году, в ней описываются события, развивающиеся в мире Ивалис, где могущественная империя оккупирует маленькое беззащитное королевство. В двенадцатом проявлении серии используется боевая система реального времени, схожая с боевой системой Final Fantasy XI, а также система «гамбитов», позволяющая автоматически управлять в бою одновременно несколькими персонажами, и «доска лицензий», обеспечивающая гибкую прокачку героев.
Final Fantasy XIII разрабатывалась для консолей PlayStation 3 и Xbox 360, появилась в Японии в 2009 году, а в остальном мире — в 2010-м, открыв компиляцию нескольких запланированных игр Fabula Nova Crystallis Final Fantasy XIII. Тринадцатая часть повествует о конфликте между двумя связанными мирами — технократическим Коконом и миром дикой природы Пульсом — и о попытке группы героев выполнить возложенное на них «богами»-фал’си предназначение. Final Fantasy XIV, вышедшая для платформ PlayStation 3 и Microsoft Windows в 2010 году, подобно Final Fantasy XI, относится к жанру MMORPG, предлагая игроку совместно со многими другими игроками обследовать новый мир, Эорзею (англ. Eorzea). Игра оказалась крайне неудачной, и Square Enix прекратила её поддержку; вместо этого в 2013 году для PlayStation 3, PlayStation 4 и Microsoft Windows была выпущена другая игра того же жанра, Final Fantasy XIV: A Realm Reborn; в ней был представлен тот же мир Эорзея, восстанавливающийся после глобальной катастрофы.
Final Fantasy XV, выпущенная для PlayStation 4 и Xbox One в 2016 году, первоначально разрабатывалась как побочная игра по отношению к основной серии и носила название Final Fantasy Versus XIII. Её герои, принц Ноктис и трое его друзей, путешествуют на автомобиле по обширному открытом миру в поисках средств отвоевать своё королевство, захваченное врагами.
Final Fantasy XVI, выпущенная для PlayStation 5 в 2023 году, отличалась от предыдущих игр серии боевой системой в духе Devil May Cry и более мрачным и жестоким сюжетом, включающим в себя политические интриги и темы социальной несправедливости. Её действие происходит в фэнтезийном мире, где несколько королевств ведут войны за власть над последними кристаллами — источниками магии, используя Доминантов — людей, связанных с могучими существами-Эйконами.

### Побочные игры
Основная линейка Final Fantasy имеет большое количество различных ответвлений — игр и даже целых побочных серий. Ещё в начале 1990-х годов компания Square выпустила в США три части The Final Fantasy Legend, которые на самом деле не причастны к «Последней фантазии» и относятся к близкой тематически серии SaGa. С Final Fantasy Adventure аналогичная ситуация — продюсеры решили использовать в названии популярный бренд, хотя игра, как выяснилось впоследствии, стала родоначальницей серии Mana. Так называемая Final Fantasy Mystic Quest разрабатывалась специально для западной аудитории как упрощённая ролевая игра, предназначенная для начинающих игроков.
В 1997 году на приставке PlayStation появился полноценный спин-офф — Final Fantasy Tactics — тактическая ролевая игра, действие которой происходит в вымышленном мире Ивалис, придуманном геймдизайнером Ясуми Мацуно. По сюжету молодой дворянин-бастард во главе отряда наёмников участвует в событиях гражданской войны, напоминающей феодальные распри средневековой Англии. Успех этой игры породил отдельную серию тактических ролевых игр. В 2003 году вышла игра Final Fantasy Tactics Advance, использующая ту же систему боёв и профессий, но не связанная с Final Fantasy Tactics сюжетно. Он рассказывает историю о том, как несколько школьников через волшебную книгу попадают в сказочную, населённую многими фантастическими расами страну Ивалис (отличную от предшествующей игры), где участвуют в состязаниях наёмнических кланов, пытаясь вернуться домой. Final Fantasy Tactics A2: Grimoire of the Rift была выпущена для Nintendo DS в 2007 году, её главный герой через ту же волшебную книгу попадает в тот же самый Ивалис, где вынужден противостоять охотящейся за книгой тайной организации.
Некоторые части серии сопровождались играми-продолжениями, не вошедшими в основную серию. Final Fantasy X-2, выпущенная для PlayStation 2 в 2003 году, продолжала события Final Fantasy X: три её героини, Юна, Рикку и Пэйн, путешествуют по преображённому событиями предыдущей игры миру Спире. В 2007 году для Nintendo DS была выпущена тактическая ролевая игра Final Fantasy XII: Revenant Wings, служащая продолжением Final Fantasy XII и посвящённая приключениям воздушных пиратов Ваана и Пенело, отправившихся на поиски сокровищ на летающий континент Лемурес. В 2008 году для мобильных телефонов вышла игра Final Fantasy IV: The After Years, действие которой происходит в мире Final Fantasy IV семнадцать лет спустя; её главным героем является принц Сеодор, взрослый сын Сесила — главного героя предыдущей игры. Для Final Fantasy XIII вышли два продолжения: схожая по геймплею Final Fantasy XIII-2 (2011), герои которой путешествуют во времени в поисках Лайтнинг — бесследно пропавшей героини оригинальной игры, и ролевой боевик Lightning Returns: Final Fantasy XIII (2013), в которой Лайтнинг вынуждена спасать мир от надвигающегося апокалипсиса.
Сразу несколько игр связаны с Final Fantasy VII. Ролевая игра Before Crisis: Final Fantasy VII, выпущенная для мобильных телефонов в 2004 году, посвящена приключениям «Турок» — агентов секретной службы, выполняющих задания для корпорации «Син-Ра». Шутер от третьего лица Dirge of Cerberus: Final Fantasy VII, вышедший в 2006 году для PlayStation 2, продолжает события Final Fantasy VII три года спустя: его главный герой Винсент Валентайн противостоит отряду «Дипграунд». Напротив, ролевой боевик Crisis Core: Final Fantasy VII (2007) служит приквелом к Final Fantasy VII и рассказывает историю героя Зака Фэйра.
Игра Final Fantasy: The 4 Heroes of Light, выпущенная в 2009 году для Nintendo DS, является игрой «старой школы», намеренно выполненной в духе первых частей основной серии, и использует примерно тот же игровой процесс и те же характерные элементы игры. Четверо её героев пытаются спасти свой родной город от проклятия, наложенного злой ведьмой. Final Fantasy Type-0, выпущенная для Playstation Portable в 2011 году, тематически связана с Final Fantasy XIII, хотя её действие и происходит в другой вселенной. Её герои, обладающие волшебными талантами ученики военной академии, противостоят попыткам враждебной империи покорить их родную страну. Final Fantasy Agito (2014) и Final Fantasy Type-0 Online (2016), обе выпущенные для мобильных устройств, используют тот же сеттинг и показывают то же повествование с других сторон.
В 2009 году для PlayStation Portable была издана Dissidia: Final Fantasy, игра в жанре файтинг, действующими лицами которой стали герои и злодеи первых десяти частей Final Fantasy. Dissidia 012 Final Fantasy, выпущенная для той же консоли в 2011 году, служит одновременно приквелом и расширенной версией Dissidia: Final Fantasy: в ней появились новые герои из других игр серии Final Fantasy, отсутствовавшие в предыдущей игре, а также новые арены для битв и новые приключения.
Существует обособленная группа игр, условно объединённых в серию под названием Chocobo; их главным героем выступает жёлтая птица чокобо — один из персонажей-талисманов серии Final Fantasy. В 2003 году на приставке GameCube появилась Final Fantasy Crystal Chronicles, повлёкшая за собой ещё несколько похожих игр для разных платформ, действие которых происходит в одном безымянном мире, созданном геймдизайнером Акитоси Кавадзу. Theatrhythm Final Fantasy, выпущенная в 2012 году для Nintendo 3DS и iOS, является музыкальной игрой, в которой появляются персонажи, сцены и музыкальные темы из разных игр серии. В 2014 году была выпущена игра-продолжение Theatrhythm Final Fantasy: Curtain Call, а в 2015 году — игра Theatrhythm Dragon Quest, использующая тот же геймплей, но персонажей и музыкальные темы из серии Dragon Quest. В серии игр Kingdom Hearts главные герои Final Fantasy присутствуют наряду с персонажами вселенных Walt Disney.
17 ноября 2021 года появилась мобильная игра Final Fantasy VII: The First Soldier. Стиль игры выполнен в жанре «королевской битвы» с элементами магии. Действия Final Fantasy VII: The First Soldier разворачиваются в городе Мидгар за 30 лет до начала событий Final Fantasy VII. В игре присутствуют многие фрагменты из оригинальной Final Fantasy — материя, транспорт, хранители, чокобо, внешний облик персонажей и локации. Square Enix сообщила, что число ранних регистраций на мобильную Final Fantasy превысило 2 млн человек, игре удалось достичь таких показателей за день до полноценного релиза.

### Сопутствующие медиа-товары: кино и телевидение
В 1994 году выпущена первая оригинальная видео-анимация (OVA) — сериал в формате OVA под названием «Последняя фантазия: Легенда кристаллов» (англ. Final Fantasy: Legend of the Crystals), ставший продолжением Final Fantasy V — в четырёх 30-минутных эпизодах рассказывается история, произошедшая в том же самом мире, но через 200 лет. Сначала анонс был в Японии, в 1998 году в США от Urban Vision.
В 1997 году на Гавайях была основана киностудия Square Pictures, которая в 2001 году выпустила первый полнометражный художественный фильм «Последняя фантазия: Духи внутри нас» (англ. Final Fantasy: The Spirits Within). Действие фильма происходит на будущей Земле, захваченной инопланетными формами жизни. При создании картины использовались передовые разработки в области компьютерной графики, которыми всерьёз пытались изобразить фотореалистичных людей, однако, вопреки ожиданиям авторов, её постиг полный кассовый провал. В том же году на основе общих элементов серии Final Fantasy выпущен 25-эпизодный аниме-сериал «Последняя фантазия: Всемогущий» (англ. Final Fantasy: Unlimited), первый показ состоялся на японском телеканале TV Tokyo, позже в Северной Америке — ADV Films, затем он лицензировался многими компаниями, в том числе и российским дистрибьютором MC Entertainment.
В 2005 году вышли анимационный фильм CGI «Последняя фантазия VII: Дети пришествия» (англ. Final Fantasy VII: Advent Children) и небольшое к нему приложение — «Последняя фантазия VII: Последний приказ» (англ. Last Order: Final Fantasy VII), неканоническая OVA; они были выпущены как часть Сборника Final Fantasy VII. Advent Children была анимирована Visual Works, которая помогла компании создать CG-последовательности для игр. Фильм, в отличие от The Spirits Within, получил смешанные и положительные отзывы критиков и стал коммерческим успехом. Last Order, с другой стороны, был выпущен в Японии в специальной упаковке DVD с Advent Children. Последний Орден был быстро распродан и был положительно воспринят западными критиками, хотя реакция фанатов была неоднозначной по отношению к изменениям в установленных сюжетных сценах.
В 2009 году вышел ещё один эпизод — «Последняя фантазия VII: На пути к улыбке».
На фан-пресс-мероприятии Uncovered Final Fantasy XV было объявлено о двух анимационных врезках для Final Fantasy XV, которые стали частью более крупного мультимедийного проекта, получившего название Final Fantasy XV Universe. Brotherhood: Final Fantasy XV — серия из пяти эпизодов продолжительностью от 10 до 20 минут, разработанных A-1 Pictures и Squares Enix с подробным описанием предысторий основного состава.
В 2016 году вышел релиз CGI — анимационный фильм «Кингсглейв: Последняя фантазия XV» (с англ. — «Kingsglaive: Final Fantasy XV»).
В 2017 году Square Enix также выпустила «Последняя фантазия XIV: Отец Света» (англ. Final Fantasy XIV: Dad of Light), японскую мыльную оперу из 8 эпизодов. В нём представлены живые боевые сцены и сюжетная линия Final Fantasy XIV. 16 апреля в Японии состоялась премьера хронометражем 24 минуты, транслировавшаяся на телеканале MBS и ставшая доступной по всему миру через Netflix в сентябре.
В 2019 году 26 февраля Square Enix выпустили короткое Аниме под названием англ. Final Fantasy XV: EPISODE ARDYN — PROLOGUE на своём канале YouTube, который служит фоновой историей для «Final Piece of Final Fantasy 15», дающей представление о прошлом Ардина.

### Прочие медиа-товары
Помимо игр Square Enix регулярно выпускает различные сопутствующие медиа-продукты, связанные с серией Final Fantasy: фильмы, аниме, журналы и т. п. Многие из игр серии получили отражение в виде романов и манги. Было создано несколько аниме и компьютерных изображений (CGI), которые основаны либо на отдельных играх Final Fantasy, либо на серии в целом.
В 1989 году состоялась первая официальная новеллизация, когда на бумагу лёг сюжет Final Fantasy II.
В 1992 году была издана первая манга, она представляла собой адаптацию сценария Final Fantasy III. Вскоре вышел роман Final Fantasy: The Spirits Within, семь новелл по Final Fantasy VII, манга Final Fantasy Crystal Chronicles, тексты на основе Final Fantasy XI продолжают публиковаться по сей день. Сериал Final Fantasy: Unlimited, закончившись в формате аниме, продолжился в виде манги, кроме того, по нему, как и по Final Fantasy Tactics Advance, была сыграна радиопостановка.
В сериях Final Fantasy X и Final Fantasy XIII также были выпущены новеллы и аудиодрамы. Две игры, Final Fantasy Tactics Advance и Final Fantasy: Unlimited, были адаптированы для радио-драм.
Коллекционная карточная игра под названием Final Fantasy trading card game производится Square Enix и HobbyJAPAN, впервые выпущенной в Японии в 2012 году, с английской версией в 2016 году. Игра сравнивается с Magic: The Gathering, и также проводится турнирная схема для игры.

## Общие элементы
Несмотря на свою независимость, все игры серии имеют общие черты, концептуальные решения, элементы геймплея. Все части так или иначе отсылаются к историческим событиям, культуре и языкам различных регионов: Скандинавии, Ближнего Востока, Латинской Америки. К примеру, персонажи могут найти Экскалибур, волшебный меч легендарного короля Артура, могут сражаться мечом Масамунэ, названным в честь известного оружейника, из игры в игру переходят названия заклинаний: Святость, Метеор, Ультима. Начиная с Final Fantasy IV, каждую игру представляет особым образом выполненный логотип с фирменной гарнитурой и эмблемой, разработанной художником Ёситакой Амано. Эмблема отражает суть сюжета, на ней, как правило, изображены либо главные герои, либо ключевой объект истории. При создании ремейков первых трёх частей старые логотипы были заменены новыми.

### Сюжет и тематика
В центре сюжета большинства игр серии — приключения группы положительных персонажей, сражающихся с каким-то угрожающим миру злом (нередко — древним и уже угрожавшим миру прежде). Им зачастую противостоит некий воплощающий в себе это зло антагонист, «злодей» — харизматический лидер и манипулятор, чья деятельность прямо ведёт к концу света (в Final Fantasy XII, несмотря на наличие ярких отрицательных персонажей, таких выраженных разрушителей нет). Весьма характерным для большинства игр является положение о «двух злодеях», когда на протяжении значительной части истории основным противником героев выступает один антагонист, а потом ему на смену неожиданно приходит другой, ранее занимавший приниженное положение или пребывавший в тени.
В сюжетах Final Fantasy очень важную роль играют характеры и взаимоотношения героев; многие эпизоды строятся на психологической тематике — личных драмах, мечтах и страхах персонажей, причём зачастую основной сюжет может быть даже отодвинут на задний план ради дополнительной сюжетной линии, яснее раскрывающей характер того или иного героя и показывающей его личную историю. Взаимоотношения между главными героями — от любви до соперничества и откровенной неприязни — тоже занимают весьма важное место в сюжетах игр. Во многих поздних частях сериала (например, Final Fantasy VIII и Final Fantasy X) любовная история — романтические отношения между главным героем и главной героиней — играют в сюжете едва ли не более важную роль, чем собственно борьба с угрожающим миру злом. Другие характерные психологические темы, переходящие из части в часть — потеря и обретение памяти, кризис самоидентификации, конфликт между желанием и долгом, развращение злом, альтруистическое самопожертвование. Кроме того, часто поднимаются политические темы — завоевания одних государств другими, освободительная борьба покорённых стран, угнетение низших классов или рас, причём герои обычно выступают на стороне угнетённых и сражаются за их освобождение. Многие игры серии раскрывают тематику вмешательства в жизнь людей богов или каких-то других высших сверхъестественных сущностей, не всегда настроенных благожелательно к человечеству — такова, например, Непримиримая троица в Final Fantasy VI, Оккурии в Final Fantasy XII или фал’си в Final Fantasy XIII.
Для ранних игр серии (а также более поздних — Final Fantasy IX и Final Fantasy XIII) едина идея о волшебных кристаллах (или одном кристалле), чьё существование поддерживает в природе равновесие и обеспечивает само существование мира — от них зависит «жизненная сила». Антагонист стремится разрушить кристаллы или завладеть их силой, герои пытаются их защитить. Различные кристаллические субстанции, обладающие мистическими силами («магицит», «материя», «нефицит»), нередко появляются и в других играх серии. Многие игры поддерживают идею гипотезы Геи — представление о планете в целом как о живом и разумном существе; особенно ярко эта философия раскрыта в Final Fantasy VII и Final Fantasy IX, а также в фильме «Последняя фантазия: Духи внутри нас». Для большинства игр важна экологическая тематика, отношения техносферы и природы — при этом, хотя в сеттинге часто показываются фантастические технические достижения впечатляющих масштабов (летающие города, космические станции), симпатии создателей чаще на стороне живущих в гармонии с природой персонажей.
Большинство игр серии проводит идеи о бессмертии души или реинкарнациях: согласно внутренней мифологии ряда игр, человеческая душа после смерти тела не исчезает, а отправляется в некий «Поток жизни» или «Дальний мир», откуда возвращается для новых рождений (возможно, в виде некоей «духовной энергии»). Души погибших героев могут и не раствориться в этом «потоке», а сопутствовать оставшимся в живых товарищам и помогать им «с того света». В частности, в Final Fantasy XIII л’си после выполнения своей высшей миссии превращаются в кристаллы, тем самым обретая вечную жизнь. Многие части Final Fantasy содержат характерную тему апокалипсиса — угрожающего миру «судного дня», разрушения всего и вся, всеобщей гибели. В некоторых играх серии (Final Fantasy VI, Final Fantasy VII) такие катастрофические события всё-таки происходят, но героям, даже несмотря на состоявшуюся катастрофу, удаётся уберечь мир от окончательной гибели.

### Игровой процесс
В играх Final Fantasy игрок управляет группой персонажей, которые, следуя сюжету, перемещаются по локациям вымышленного мира и вступают в сражения с противниками. Враги обычно попадаются героям по принципу «случайных схваток», однако в некоторых поздних частях вроде Final Fantasy XI и Final Fantasy XII все враждебные объекты изначально видны, то есть столкновений с ними можно избежать. Оказавшись в режиме битвы, игрок волен выбрать действия из списка команд специального всплывающего меню: от стандартных «атака», «магия», «предметы» до уникальных приёмов конкретных персонажей. В разных частях используются разные боевые системы — до появления Final Fantasy XI применялась концепция, при которой группа протагонистов находится по одну сторону экрана, нанося удары по антагонистам, расположенным по другую сторону. В первых трёх частях главенствовала классическая пошаговая система, но начиная с Final Fantasy IV появилась так называемая система «Active Time Battle», сочетающая пошаговый принцип со скоростью персонажей и реакцией игрока. Эта система, разработанная дизайнером Хироюки Ито, задействована во всех последующих частях вплоть до Final Fantasy X, где присутствует в несколько изменённом виде. Многопользовательская Final Fantasy XI представила полностью живую систему, при которой персонажи исполняют команды игроков без какого-либо ожидания. Боевая система Final Fantasy XII схожа с предшественницей и отличается, прежде всего, возможностью запрограммировать действия героев на несколько ходов вперёд. Сражения Final Fantasy XIII сильно автоматизированы и могут контролироваться посредством парадигм, когда персонаж получает определённую роль (медик, страж, саботёр) и в зависимости от неё действует самостоятельно.
Как и в большинстве ролевых игр, в Final Fantasy система развития персонажей базируется на принципе накопления очков опыта, которые начисляются за победы над противниками и приводят к росту уровня, а следовательно — к повышению персональных характеристик. Важную роль здесь также играют классы персонажей (специальности, профессии), изначально появившиеся в самой первой части и в том или ином виде распространившиеся в последующих играх. Их суть состоит в том, что персонаж определённого класса обладает определёнными способностями (умениями, бонусами), при этом, в зависимости от игры, он может быть наделён этим классом как перманентно, так и с возможностью выбора игроком. Часто используются гибкие системы, когда один и тот же герой может пользоваться способностями нескольких классов.
Ещё одним характерным для жанра RPG элементом является магия. Вся магия в серии подразделена на несколько видов, зависящих от эффекта применения, и названа соответствующими цветами: «белая магия» восстанавливает и поддерживает союзников, «чёрная» повреждает врагов, «красная» представляет собой комбинацию белой и чёрной, «синяя» позволяет пользоваться приёмами монстров, «зелёная» накладывает различные статусные изменения и т. д. Также, начиная с Final Fantasy III, игроку доступна специфичная магия, способная вызывать в битву легендарных волшебных созданий (от игры к игре их названия варьируются: «эйдолоны», «эсперы», «стражи»), оказывающих решающее воздействие на ход сражения. Перемещение персонажей по игровому миру осуществляется, как правило, посредством воздушных кораблей или чокобо; с развитием серии стали появляться футуристические средства транспорта: подводные лодки, космические шатлы и прочее.

## История создания

### Истоки
Компания Square вышла на рынок японских компьютерных игр ещё в середине 1980-х годов, имея в запасе несколько простых РПГ, автосимуляторов и платформеров для игровой приставки Family Computer Disk System фирмы Nintendo. Некоторые из них были довольно успешными, но в целом большой популярностью не пользовались, поэтому к 1987 году компания оказалась на грани банкротства. Ведущий дизайнер Хиронобу Сакагути предчувствовал крах компании и решил воплотить в жизнь свой последний проект: создать ролевую игру на основе существовавших тогда Dragon Quest от Enix, The Legend of Zelda от Nintendo и Ultima от Origin Systems. Сакагути планировал уйти из индустрии сразу после окончания работы над игрой и назвал её Final Fantasy («Последняя фантазия»), так как это была, как ему казалось, его последняя работа и, скорее всего, последняя работа Square. Остальные члены команды разработчиков видели в этом проекте единственный для себя выход из сложившегося финансового кризиса.
В итоге игра действительно стала поворотным моментом в истории Square, дала старт серии, до сих пор остающейся главным франчайзингом компании. Почувствовав успех, разработчики немедленно выпустили продолжение. Создавая первую часть, Сакагути думал, что она будет независимой уникальной игрой, поэтому для сиквела решил придумать совершенно другой сюжет, никак не перекликающийся с событиями первоисточника. Неизменными остались лишь отдельные элементы геймплея, некоторые из которых, в частности систему развития персонажей, дизайнеры немного модернизировали. Впоследствии такая политика стала традиционной для всех частей Final Fantasy — каждая номерная игра имеет новый сеттинг, новых персонажей и усовершенствованную боевую систему.

### Дизайн
Планируя создание первой части Final Fantasy, Сакагути собрал команду из гораздо большего количества людей, чем было задействовано на прошлых проектах Square. Продумывая сюжет, он не прекращал экспериментировать с геймплеем, и когда концепция игрового процесса приняла завершённый вид, он подогнал под неё свою историю, стараясь как можно полнее использовать производительность консоли. Позднее разработчики отошли от такой методики, во главу угла встало написание сценария, а вся остальная игра выстраивалась уже вокруг него. Дизайнеры никогда не ограничивали себя какими-то рамками, так как политика компании в отношении дальнейшего развития серии предполагала минимум общих элементов между «Последними фантазиями». Авторы создавали новые миры практически с нуля, стремились к тому, чтобы каждая последующая игра как можно больше отличалась от предшественниц. Эскизы игровых локаций создавались, как правило, на раннем этапе производства, постепенно обрастая новыми мелкими деталями.
Первые пять частей Сакагути отрежиссировал самостоятельно, руководил процессом и выстраивал весь игровой мир, но затем всё чаще стал выступать в роли продюсера и в 2001 году окончательно покинул Square (вскоре после завершения Final Fantasy IX). Ведущим геймдизайнером шестой, седьмой и восьмой частей был Ёсинори Китасэ, который затем тоже ушёл в продюсирование. Большое влияние на внешний вид серии оказал Хироюки Ито, его авторству принадлежат идея профессий Final Fantasy V, концепция связок Final Fantasy VIII, а также боевая система «битвы в реальном времени», использованная во всех частях от четвёртой до девятой. Сценарии первых четырёх игр писали Акитоси Кавадзу и Кэндзи Тэрада, следующих трёх — Китасэ, а истории для Final Fantasy VII, Final Fantasy VIII, Final Fantasy X и Final Fantasy X-2 сочинил Кадзусигэ Нодзима, он также писал сценарии для нескольких побочных игр, уволившись из компании только в октябре 2003 года.
Главным художником первых шести игр оставался Ёситака Амано, он, кроме того, разработал логотипы для всех частей и выполнил некоторые иллюстрации к Final Fantasy VII. При создании седьмой части на этом посту его сменил Тэцуя Номура, потому что его рисунки были более реалистичными и лучше подходили для перевода в трёхмерную графику. Номура отвечал за дизайн персонажей во всех последующих играх серии, кроме Final Fantasy IX, где постарались Сюко Мурасэ, Тосиюки Итахана и Син Нагасава; Final Fantasy XI Нобуёси Михары; и Final Fantasy XII Акихико Ёсиды, который ранее был известен по играм Final Fantasy Tactics и Vagrant Story. Номура занимался прорисовкой персонажей родственной серии Kingdom Hearts и так называемой компиляции Final Fantasy VII, ныне продолжает работать над играми Fabula Nova Crystallis: Final Fantasy XIII.

### Графика и технологии
Визуализация первых игр жёстко ограничивалась возможностями консоли NES, по игровому миру, выполненному в двухмерной графике, перемещались маленькие спрайтовые изображения героев, причём детализация сцен сражений вплоть до появления Final Fantasy VI была немного выше по отношению к остальным режимам. Каждый спрайт NES-версий Final Fantasy в высоту не превышал двадцать шесть пикселов и отображался с помощью палитры в четыре цвета. Анимация персонажей осуществлялась за счёт смены одного кадра другим, например, если во время битвы герой получает большое количество повреждений, спрайт здорового персонажа заменяется спрайтом раненого. В играх для SNES графические эффекты стали более качественными, количество кадров в секунду с шести увеличилось до сорока и палитра каждого спрайта расширилась до одиннадцати цветов, однако основной принцип отображения остался прежним. Развитие технологий позволило разработчикам чётче передавать эмоциональный посыл тех или иных ситуаций сюжета, визуально показывать гнев, грусть, радость. Ещё в первой части серии присутствовали так называемые неигровые персонажи, с которыми можно было взаимодействовать во время исследования локаций, но они представляли собой абсолютно статичные объекты. Позже, начиная с Final Fantasy II, авторы стали задавать им определённые пути движения, создавать динамичные сцены с их участием, как комедийные, так и драматические.
В 1995 году авторы Final Fantasy проявили интерес к сотрудничеству с компанией Silicon Graphics, в частности опубликовали несколько демонстрационных наработок для готовящейся к выпуску консоли Nintendo 64, однако в 1997 году следующая игра серии, вопреки всем ожиданиям, вышла для конкурирующей приставки PlayStation. Размолвка с Нинтендо в основном была обусловлена нежеланием разработчиков загонять игры в формат архаичных картриджей, в то время как Сони предлагала гораздо более вместительные компакт-диски. Final Fantasy VII впервые в серии использовала трёхмерную графику, отображаемую на полностью отрендеренном фоне, вошли в традицию полигональные модели объектов. Переход на сиди-ромы и 3D оказался для компании весьма трудоёмким и затратным, но он предопределил графику последующих частей сериала и во многом обеспечил их популярность.
Авторы Final Fantasy VIII сделали большой шаг в сторону фотореализма персонажей, значительно увеличилось качество видеороликов, которые отныне стали создаваться с использованием технологии полностью подвижного видео (FMV). Final Fantasy IX вернулась к более стилизованному виду, выросла детализация полигонов, их общее количество, но в целом графика осталась прежней. С появлением консоли PlayStation 2 возможности разработчиков существенно возросли, что позволило создать для Final Fantasy X полностью трёхмерный мир с развитой анимацией графических объектов, выполненных с высоким разрешением. Кроме того, здесь впервые было задействовано голосовое озвучивание персонажей, требующее синхронности изменения картинки с репликами актёров. Некоторые новшества в серию привнесла многопользовательская Final Fantasy XI, выпущенная кроме PS2 для персонального компьютера и Xbox 360, в частности она позволила совершенно свободно вращать камеру обзора. Количество полигонов Final Fantasy XII заметно сократилось, но при этом значительно возросло общее качество текстур, появились развитые эффекты отображения света и тени. Последние игры серии, Final Fantasy XIII и Final Fantasy XIV, основаны на разработанном Square Enix движке Crystal Tools, который ранее применялся при создании анимационного фильма Final Fantasy VII: Advent Children.

### Музыка
Для каждой последующей игры обычно создаётся совершенно новый музыкальный ряд, но некоторые мелодии, ставшие уже традиционными, нередко заимствуются из предыдущих частей и добавляются в саундтрек с изменёнными аранжировками. Например, стартовое меню часто сопровождает трек под названием «Прелюдия», изначально он представлял собой простой, двухнотный арпеджио, а с развитием серии превратился в полноценную оркестровую композицию. Наиболее узнаваемой мелодией Final Fantasy является так называемая «Победная фанфара», звучащая каждый раз после победы персонажей над противниками. Неизменно присутствует «Тема чокобо», мелодия остаётся одной и той же, но из раза в раз меняется стиль её исполнения (названия инкарнаций темы в трек-листах обычно заканчиваются словосочетанием «de Chocobo»). Не менее распространена и композиция под названием «Пролог» (иногда просто «Final Fantasy»), использованная во время финальных титров как первой игры, так и многих других частей серии. Присутствующие в играх лейтмотивы могут быть посвящены как отдельным героям, так и конкретным событиям сюжета.
На протяжении многих лет главным композитором Final Fantasy оставался Нобуо Уэмацу, вплоть до своего увольнения из Square Enix в ноябре 2004 года. Кроме него, значительный вклад в создание саундтреков серии внесли также такие композиторы как Масаси Хамаудзу и Хитоси Сакимото. Уэмацу всегда сочинял музыку, находясь в тесном контакте с остальными разработчиками, во время производственного процесса Сакагути регулярно обращался к нему с просьбами написать ту или иную музыкальную тему, например, для каких-нибудь конкретных сражений или игровых локаций. Обычно Уэмацу ждал, пока будет закончен основной сценарий, и приступал к работе только после полного изучения сюжета, персонажей, концептуальных рисунков и прочих сопутствующих игре материалов. Прежде всего он создавал главную тему всей игры, а затем, ориентируясь на её стиль, придумывал остальные, второстепенные мелодии. Занимаясь темами конкретных персонажей, композитор особенно тщательно подходил к изучению сценария, стараясь с помощью музыки как можно чётче передать черты характера описываемого героя. Когда какие-то моменты сюжета казались Уэмацу неясными, он всегда обращался к сценаристам и просил их предоставить больше информации о тех событиях игры, которые вызвали у него сомнения. Серьёзное влияние на музыку первых частей Final Fantasy оказали технические ограничения консолей, Сакагути приходилось ограничивать композитора в возможностях, вынуждать его отказаться от некоторых специфичных нот. Впервые Уэмацу смог проявить всё своё мастерство только при переходе серии к более производительной системе Super Nintendo, то есть в игре Final Fantasy IV.

## Популярность и критика
В целом, серия Final Fantasy снискала одобрительное отношение критиков и коммерчески всегда была успешной, разные части, тем не менее, общественность встречала по-разному, с меньшим или большим энтузиазмом. Общее количество проданных копий поступательно увеличивалось на протяжении всей истории её существования: к августу 2003 года по всему миру было продано 45 млн экземпляров игр, к декабрю 2005-го — 63 млн, к июлю 2008-го — 85 млн.  В июне 2011 года мировые продажи всех игр серии в сумме за всё время превысили 100 млн копий. В июле 2023 года этот показатель превысил 180 миллионов копий.
Отдельные игры нередко становились бестселлерами, например, к концу 2007 года Final Fantasy VII, Final Fantasy VIII и Final Fantasy X в чартах РПГ занимали седьмое, восьмое и девятое места соответственно. Самой успешной игрой серии по сей день остаётся Final Fantasy VII — 9,5 млн проданных копий. Final Fantasy VIII, спустя два дня после релиза в Северной Америке, стала самой продаваемой игрой в США и удерживала лидирующую позицию в течение трёх недель. 1,4 млн копий Final Fantasy X было реализовано в Японии по предзаказам, такую скорость продаж ещё не смогла превзойти ни одна другая консольная ролевая игра. Final Fantasy XII в Японии за первую неделю разошлась тиражом в 1,7 млн, в Северной Америке — 1,5 млн копий.
Обозреватели всегда связывали успех серии с качественными графикой и музыкальным сопровождением. В 2006 году Final Fantasy была награждена престижной премией Walk of Game, что стало в своём роде уникальным событием, так как ранее такой чести удостаивались только отдельные игры, но не торговые марки. Отзыв на официальном сайте премии называл серию безупречной и хвалил разработчиков за смелый подход в отношении внедрения рисковых инноваций. В 2008 году компания The Game Group plc в результате общественного опроса поставила Final Fantasy на первое место в списке лучших игровых серий, а также включила пять её наименований в список величайших игр всех времён. Авторитетный интернет-портал IGN отрицательно охарактеризовал традиционное для всех игр меню интерфейса, причислив его к основным недостаткам франчайзинга. Кроме того, сайт неоднократно подвергал жесточайшей критике принцип случайных схваток, боевую систему, при которой игрок не может избежать столкновений с противниками. Позже рецензенты IGN признали неудачными начинания компании Square Enix в кинематографе и анимации, назвав получившиеся медиа-продукты примитивными и оторванными от игр, являвшихся первоисточниками. В июле 2007 года британский журнал Edge раскритиковал стремление авторов к созданию множества мелких игр-ответвлений со словами «Final Fantasy» в названии, по качеству значительно уступающих основным высокобюджетным частям. Также издание подметило неблагоприятные последствия, вызванные уходом Хиронобу Сакагути.
Игры Final Fantasy регулярно фигурируют в различных опросниках и хит-парадах, не исключая и массовые голосования сайта IGN. Одиннадцать наименований попали в список «100 любимейших игр всех времён», составленный в 2006 году японским игровым журналом Famitsu, причём четыре игры оказались в десятке, а Final Fantasy X и Final Fantasy VII заняли четвёртое и второе места соответственно. Видео-портал GameTrailers в 2006 году назвал Final Fantasy VII шестой лучшей игрой всех времён. На этом же портале в 2007 году серия Final Fantasy заняла второе место в топе лучших игровых серий всех времён, уступив только серии Mario. Книга рекордов Гиннесса издания 2008 года признала за серией семь уникальных мировых достижений, например, в таких категориях как «наибольшее количество игр в серии РПГ» (13 основных частей, 7 побочных и 32 мелких спин-оффа), «наибольшее время разработки» (на создание Final Fantasy XII ушло более пяти лет), «консольная ролевая игра с наибольшим количеством проданных копий за один день» (Final Fantasy X). Издание 2009 года включило две «Фантазии» в список 50-и лучших приставочных игр, Final Fantasy XII была помещена на восьмую позицию, в то время как Final Fantasy VII — на двадцатую.
Некоторые из частей Final Fantasy удостаивались особого внимания средств массовой информации. Так, Final Fantasy VII, несмотря на рекордный коммерческий успех, впоследствии многими критиками признавалась переоценённой: в 2003 году портал GameSpy поставил её на седьмое место в списке самых переоценённых игр всех времён, с чем позже согласился и обозреватель IGN. За первую неделю продаж игра Dirge of Cerberus: Final Fantasy VII была распространена в количестве 392 тыс. копий, но в прессе, по сравнению с другими частями серии, получила крайне отрицательные отзывы. Статья, опубликованная в Famitsu по случаю выхода японской версии игры, оказалась настолько негативной, что привела к конфликту журнала с компанией-разработчиком. К наиболее успешным проектам относится массовая многопользовательская ролевая игра Final Fantasy XI, которая к марту 2006 года насчитывала более 200 тыс. активных игроков, а к июлю 2007-го по количеству подписчиков превысила полмиллиона человек. Худшим проявлением серии считается анимационный фильм «Последняя фантазия: Духи внутри нас», его производство щедро финансировалось, были задействованы передовые технологии в области компьютерной графики, однако после премьерного показа сюжет подвергся всеобщей критике, и картина полностью провалилась в отношении сборов. Final Fantasy Crystal Chronicles, вышедшая для приставки GameCube, в целом получила положительные отзывы, но при этом многие издания ругали необходимость использования портативных систем Game Boy Advance в качестве контроллеров.

## Значение в индустрии и массовой культуре
Серия Final Fantasy привнесла в игровой мир многие элементы, которые по сей день широко применяются в японских ролевых играх. Первая часть линейки всегда упоминается в числе игр, оказавших наибольшее влияние на становление жанра, традиционно ей отводится центральная роль в популяризации JRPG. Вторая часть стала первым в индустрии сиквелом, персонажи и локации которого полностью отличаются от предыдущей игры. Final Fantasy VII считается первой японской ролевой игрой, добившейся значительного успеха на западном рынке сбыта.
Продажи игр оказывали прямое воздействие на деятельность и судьбу Square. Прибыль от реализации первой части в своё время спасла компанию от банкротства, провал «Духов внутри нас» привёл к серьёзному финансовому кризису, побудившему руководство пойти на слияние с Enix. Решение отказаться от услуг Nintendo и с 1997 года начать выпуск игр эксклюзивно для Sony, ставшее итогом множественных разногласий и позже поддержанное эниксовской серией Dragon Quest, привело к существенному снижению популярности консоли Nintendo 64 и подъёму на этом фоне приставок семейства PlayStation. Напряжённые отношения с Nintendo смягчились лишь в 2001 году, когда разработчики проявили интерес к новой дисковой консоли GameCube и под маркой шелл-компании The Game Designers Studio выпустили для неё Final Fantasy Crystal Chronicles, породившую в будущем ещё несколько нинтендовских эксклюзивов. Система подписки на многопользовательскую Final Fantasy XI привела к изменению законодательства штата Иллинойс, где до настоящего времени[когда?] подобные игровые сервисы, предполагающие оплату через интернет, были запрещены.
Популярность серии стала причиной частого упоминания в различных сферах массовой культуры, в аниме, телевизионных шоу и веб-комиксах. Музыкальные композиции, написанные для Final Fantasy, исполнялись впоследствии на многих живых выступлениях и стали важной частью культурной жизни не только Японии, где «Тема любви» из Final Fantasy IV является частью программы общеобразовательных школ, но и во всём остальном мире. Например, американские синхронистки Элисон Бартошик и Анна Козлова завоевали бронзовые медали Олимпийских игр 2004 года, выступая под песни из Final Fantasy VIII. В 2003 году Нобуо Уэмацу инициировал создание рок-группы The Black Mages, специализирующейся на исполнении мелодий серии в жёсткой гитарной обработке. Саундтреки неоднократно переиздавались с изменёнными аранжировками, дискографии композиторов насчитывают немало коллекционных альбомов, выпускавшихся ограниченным тиражом, в том числе и на виниле, по играм напечатаны и опубликованы десятки книг.